# 芽子碱甲酯
芽子碱甲酯是一种莨菪烷类生物碱，分子式C10H17NO3，发现于古柯的叶中，是可卡因的代谢产物，还存在于曼陀罗（Datura stramonium）等植物中。